# Barra de coco
La barra de coco es un dim sum frío de postre presente en Hong Kong, Taiwán, sur de China y en barrios chinos del extranjero. Es dulce y tiene una textura blanda, similar a la gelatina pero es de color blanco en lugar de traslúcido. A veces se le llama budín de coco a pesar de no ser realmente un budín.

## Preparación
El postre se hace de leche de coco (preferiblemente fresca), que se añade a una mezcla de harina tang (almidón de trigo) y maicena, o una mezcla de agar-agar y gelatina. Se endulce, y a veces se cubre con ralladura de coco seco. La textura va desde la elástica (si se usa gelatina y agar-agar como aglutinantes) a la cremosa (si se usa almidón de trigo y maicena) según la receta, y la versión dim sum estándar no tiene relleno.